# Caughall
Caughall è stata una parrocchia civile dell'Inghilterra, appartenente alla contea del Cheshire.
Dal 2015 è stata accorpata alla parrocchia di Backford.